# Devario malabaricus
Cá xảm Malabar (Danh pháp khoa học: Devario malabaricus) là một loài cá nhiệt đới thuộc họ Cá tuế (Cyprinidae). Các loài này trước đó không chính xác coi là một từ đồng nghĩa của Devario aequipinnatus, mà là một tên hợp lệ đối với một loài khác nhau.Chúng có nguồn gốc ở Sri Lanka và các bờ biển phía tây của Ấn Độ, chúng cũng là một loài cá cảnh nước ngọt và loài cá này đã được lưu hành trên toàn thế giới thông qua việc buôn bán cá cảnh. 

## Đặc điểm
Những con cá này có thể phát triển đến chiều dài tối đa là 6.0 in (15,2 cm). Chúng được tìm thấy ở vùng khí hậu nhiệt đới ở một loạt các nước, từ các dòng suối trên núi cho các bể nhỏ, nhưng nó thích sống ở những chỗ nước chảy thay vì nước đọng. Đây là một loài cá hoạt động tích cực, cá chúng thích được bơi theo nhóm. Chế độ ăn uống của nó bao gồm các loài côn trùng và cây cối.
Malabar danios là loài đẻ trứng và đẻ trứng trong vùng nước nông sau khi mưa lớn và đẻ trứng trên những loại thực vật mọc ở dưới nước. Một cá thể trưởng thành sẽ đẻ trứng khoảng 200 quả, trứng dính sẽ nở trong 1-2 ngày. Cá bột sẽ bơi tự do sau ngày thứ năm. Các con cá mẹ phải được loại bỏ khỏi hồ để ngăn chặn chúng ăn trứng.